# Dicranophorus aspondus
Dicranophorus aspondus är en hjuldjursart som beskrevs av Harry K. Harring och Myers 1928. Dicranophorus aspondus ingår i släktet Dicranophorus och familjen Dicranophoridae. Inga underarter finns listade i Catalogue of Life.